# Grænseforeningen

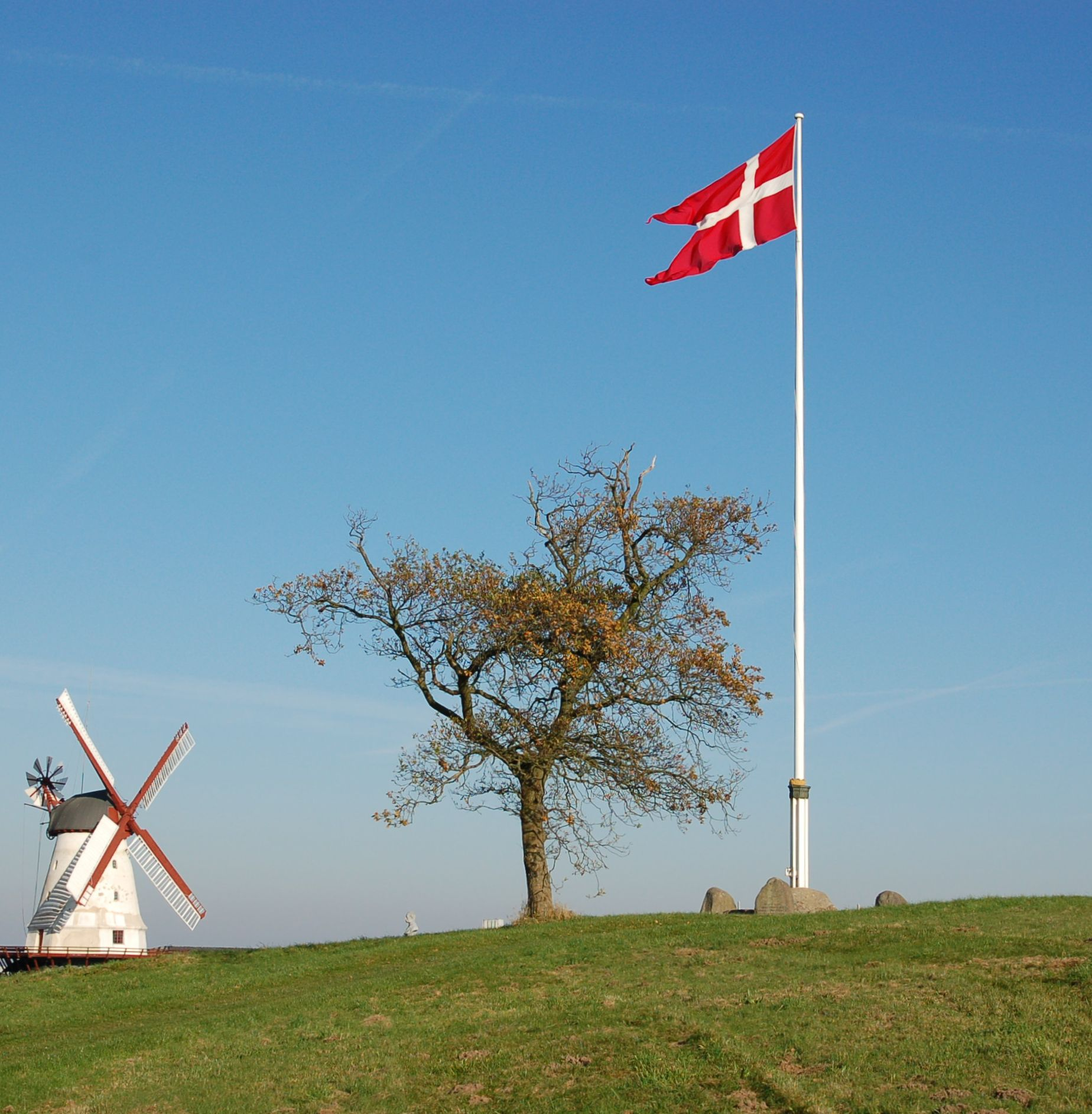
Dybbøl Mølle är en symbol för både Nordslesvig och Grænseforeningen

Grænseforeningen är en dansk nationell förening, upprättad 1920, med målet att stötta den danska minoriteten i Sydslesvig i norra Tyskland. Föreningen består idag av 99 lokalföreningar med c:a 22 000 medlemmar.
Föreningen ger ut tidskriften Grænsen sex gånger årligen. I november varje år utges dessutom föreningens årsbok, som behandlar historiska och aktuella ämnen med relation till Slesvig. Föreningen står bakom institutionen Sydslesvigske Børns Ferierejser, som finansierar resor till barn av s.k. dansksinnade föräldrar i Sydslesvig för att de skall lära känna Danmark. Föreningen är medlem av paraplyorganisationen Dansk Folkeoplysnings Samråd och får bidrag av den danska staten.

## Historik

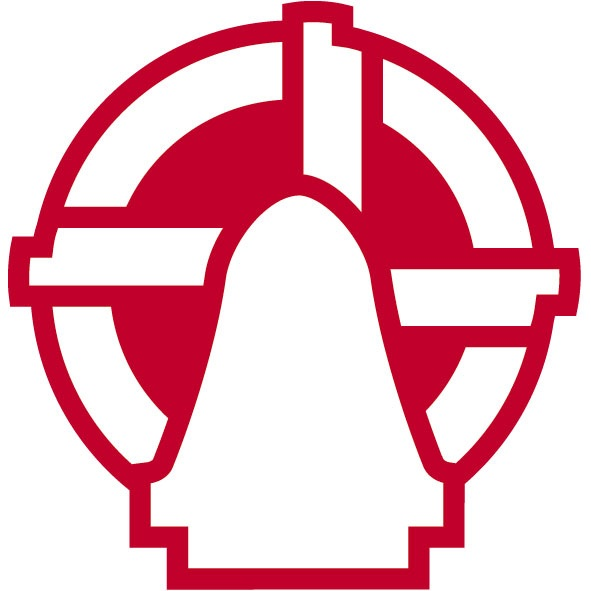
Dybbøl Mølle

Föreningen grundades under namnet Grænseforeningen, Sønderjydske Foreningers Fællesraad genom en sammanslagning av flera nordslesvigska föreningar från hela Danmark. Föreningens mål var att ”med alla lagliga medel, såväl andligt som materiellt, stötta och utveckla Danskheten söder om gränsen” samt upplysa den danska befolkningen om gränstvisten mellan Danmark och Tyskland. Detta skall ses i samband med att folkomröstningen om Slesvig hölls år 1920 som ett resultat av Versaillesfreden 1919, vars utfall var att Nordslesvig återförenades med Danmark. Föreningens grundare, däribland H.P. Hanssen, förespråkade en gräns som antingen gick vid den nu tyska staden Flensburg eller löpte utmed Danevirke, en befästningslinje från vikingatiden belägen i Mellanslesvig i dagens Tyskland. Från och med 1933 uppstod spänningar inom Slesvig mellan danskar och tyskar, vilket ledde till att Grænseforeningens medlemsskara växte från c:a 23 000 (1923) till c:a 100 000 personer (1942) fördelade på 200 lokalföreningar. Under ockupationen av Danmark kom Slesvigfrågan i skymundan för att återigen bli aktuell 1945, vilket ledde till ytterligare en kraftig ökning av antalet medlemmar till c:a 200 000, fördelat på 400 lokala föreningar, år 1949.
Eftersom föreningen sedan 1930-talet hade fått en medlemsskara med en bred representation av olika politiska ståndpunkter, däribland socialdemokrater och radikala, förde ordförande Holger Andersen en moderat gränspolitik. Folketinget hade redan slagit fast att 1920 års gränser med Tyskland var fasta och föreningens anspråk på en gränsförflyttning söderut blev därmed mindre framträdande. Under efterkrigstiden präglades förhållandet mellan Danmark och Tyskland av en avspänning, vilket för Grænseforeningens vidkommande ledde till ett sjunkande medlemstal. Under efterkrigstiden har föreningen inriktat sig på att stötta den danska minoriteten i Sydslesvig, bl.a. genom upprättandet av skolor, daghem, fritidshem och bibliotek. Man har även låtit köpa Flensborghus, som idag är ett centrum för danskt kulturarbete i Sydslesvig, och församlingshuset Slesvighus.
Grænseforeningen var en av de organisationer som inkluderades i 1971 års insamlingslag. Denna lag reglerar vilka organisationer i Danmark som får göra insamlingar under bestämda dagar på året. Föreningen får dessutom in pengar genom driften av Det Sønderjyske Lotteri och försäljningen av Dybbølmärken.

## Ordförande
- Frederik Vinding Kruse (1920–1922)
- Hjalmar Ulrich (1922–1926)
- H.P. Hanssen (1926–1942)
- Holger Andersen (1943–1961)
- Frederik Heick (1961–1966)
- Erik Haunstrup Clemmensen (1966–1972)
- Arne Fog Pedersen (1972–1976)
- Eskild Friehling (1976–1984)
- H.P. Clausen (1984–1986)
- Viggo Witt-Hansen (1986–1993)
- Jørn Buch (1993–1994)
- Bent A. Koch (1994–2000)
- Torben Rechendorff (2000–2005)
- Finn Slumstrup (2005–2014)
- Mette Bock (2014–2016)
- Jens Andresen (2016–2020)
- Peter Skov-Jakobsen (2020– )